# Urban Hymns
Albums de The Verve
A Northern Soul
(1995) This Is Music: The Singles 92–98
(2004)
Singles
1. Bittersweet Symphony
Sortie : 16 juin 1997
2. The Drugs Don't Work
Sortie : 1er septembre 1997
3. Lucky Man
Sortie : 24 novembre 1997
4. Sonnet
Sortie : 2 mars 1998

Urban Hymns est le troisième album du groupe de Britpop britannique The Verve sorti le 29 septembre 1997. L'album a gagné la quasi-unanimité des critiques lors de sa sortie, et le groupe a été le plus gros vendeur du monde cette année-là (1997, albums, singles et EP confondus). Après deux albums boudés par le public, Urban Hymns, porté par plusieurs singles internationaux, reste pendant douze semaines numéro 1 au Royaume-Uni entre octobre 1997 et février 1998 (tout en se maintenant sur le podium durant 22 semaines, soit près de six mois), et reçoit plus de 25 disques de platine à travers le monde y compris aux États-Unis.

## Contexte
The Verve avait déjà sorti deux albums, A Storm In Heaven en 1993 et A Northern Soul en 1995. Ni l'un ni l'autre n'avait réussi à accueillir de succès commercial, bien que les critiques aient été emballées, et le groupe se sépare peu après leur deuxième album en raison de conflits internes, aggravés par la drogue et le découragement du groupe devant le vide commercial auquel ils faisaient face. Cependant, le chanteur, Richard Ashcroft, reforme rapidement le groupe début 1996, mais sans le guitariste Nick McCabe, qui a été remplacé par Simon Tong, un vieil ami du groupe.
Plus tard, alors que l'enregistrement de l'album a commencé et que des ébauches ont déjà vu le jour, Nick est rappelé par Ashcroft, et finit par accepter de les rejoindre; le groupe formé des cinq musiciens poursuit les répétitions.

## Composition et réalisation
La musique de The Verve était connue pour sa complexité, ses textures sonores et immersives. Ainsi, Bitter Sweet Symphony, sorti le 16 juin 1997, a été un fulgurant succès mondial, arrivant dans le top 10 d'une vingtaine de pays, numéro deux au Royaume-Uni et numéro douze aux États-Unis. Elle reste la chanson la plus connue du groupe. The Drugs Don't Work arrive le 1er septembre, et devient l'unique numéro un du groupe au Royaume-Uni, surfant sur le succès montant du groupe et du précédent single, caractérisé par sa sonorité plutôt blues. Suit alors Lucky Man le 24 novembre, hymne pop/rock qui rentra dans le top 20 américain et sera placé à la septième place au Royaume-Uni. Le dernier single, Sonnet, ballade mélancolique s'approchant une nouvelle fois du blues, sort le 2 mars 1998.
Le reste de l'album alterne entre ballades mélancoliques comme Sonnet et Space And Time, les longues compositions psychédéliques rappelant leur anciens albums comme Catching The Butterfly et The Rolling People, et les compositions rock à la Led Zeppelin comme Come On ou This Time.

## Réception et récompenses
L'album reçoit la quasi-unanimité des critiques lors de sa sortie, avec par exemple Melody Maker qui nomme Urban Hymns numéro un des meilleurs albums de 1997 dans sa liste de fin d'année. Il devient un triomphe commercial au Royaume-Uni, remportant 8 disques de platine.
Dans les années suivant sa sortie, Urban Hymns a continué à être très largement salué. En 1998, il a remporté le prix du Best British Album lors des Brit Awards, et était également nommé aux Mercury Music Prize. Toujours la même année, les lecteurs du magazine de musique anglais Q ont voté pour déterminer le classement des meilleurs albums de tous les temps, classement sur lequel Urban Hymns arrivait en 18e position. Le magazine a été replacé à la même position en 2001.
En 2006, le même vote a donné Urban Hymns comme 16e plus grand album de tous les temps. The Verve s'est également vu attribuer le tout premier Q Classic Album à la cérémonie des Q Awards en 2007. Dans un sondage de 2008, Urban Hymns a été classé comme le 10e meilleur album britannique de tous les temps.

## Liste des titres
1. Bitter Sweet Symphony – 5:58
2. Sonnet – 4:21
3. The Rolling People – 7:01
4. The Drugs Don't Work – 5:05
5. Catching The Butterfly – 6:26
6. Neon Wilderness – 2:37
7. Space And Time – 5:36
8. Weeping Willow – 4:49
9. Lucky Man – 4:53
10. One Day – 5:03
11. This Time - 3:50
12. Velvet Morning – 4:57
13. Come On – 6:40
14. Deep Freeze (chanson cachée) - 2:14

## Charts et ventes

### Album
Liste non exhaustive des charts et ventes de Urban Hymns dans le monde entier.
| Pays             | Chart                  | Plus Haute Position | Certifications de ventes |
| ---------------- | ---------------------- | ------------------- | ------------------------ |
| Royaume-Uni      | UK Albums Chart        | 1                   | 8 × Platine              |
| Nouvelle-Zélande | NZ Albums Chart        | 1                   | 5 × Platine              |
| Suède            | Hitlistan Albums Chart | 1                   |                          |
| Norvège          | Norsktoppen Pop/Rock   | 4                   |                          |
| Finlande         | Mitä Hittiä Albums     | 4                   |                          |
| Australie        | ARIA Charts            | 9                   | 3 × Platine              |
| France           | Top 50 Albums          | 9                   | Platine                  |
| Autriche         | Österreich Top Albums  | 9                   |                          |
| Allemagne        | German Albums Chart    | 11                  |                          |
| Belgique         | De Afrekening          | 11                  |                          |
| Suisse           | Swisscharts Albums     | 13                  | Or                       |
| Canada           | Canadian Albums Chart  | 15                  | 2 × Platine              |
| Pays-Bas         | Dutch Top 40           | 16                  | Platine                  |
| États-Unis       | Billboard 200          | 23                  | Platine                  |

### Singles
Liste non -exhaustive des charts des singles issus de Urban Hymns dans le monde entier.
| Bitter Sweet Symphony                                          | 2    | 3  | 11 | 15 | 21 | 5  | 15 | 6  | 16 | 37 | 14 | 15 | 9  | 10 | 12 | 4  |
| The Drugs Don't Work                                           | 1    | 3  | 22 | —  | —  | —  | —  | 9  | 72 | 87 | 61 | 10 | 13 | 18 | —  | —  |
| Lucky Man                                                      | 7    | 16 | —  | —  | —  | 25 | —  | 16 | 88 | 89 | —  | 38 | —  | —  | —  | 16 |
| Sonnet 1                                                       | 74 2 | —  | —  | —  | —  | —  | —  | —  | —  | —  | —  | 43 | —  | —  | —  | —  |
| « – » signale que la chanson n'a pas été chartée dans ce pays. |      |    |    |    |    |    |    |    |    |    |    |    |    |    |    |    |

- 1 : Le single Sonnet est le seul à être sorti en 1998, les autres ayant été publiés la même année que l'album, en 1997.
- 2 : Le single Sonnet possédant 5 pistes, il a été rendu inclassable au Royaume-Uni. La position 74 indique les importations, mais en ajoutant les achats non-intégrables, on atteint le top 20.

## Personnel

### Groupe
- Richard Ashcroft – Chant, guitare
- Nick McCabe – Guitare solo
- Simon Jones – Basse
- Peter Salisbury – Batterie
- Simon Tong – Guitare rythmique, claviers

### Équipe
- Youth – Producteur
- Chris Potter – Producteur, ingénieur, mixage, enregistrement
- The Verve – Producteur
- Liam Gallagher - Backing vocals sur Come On
- Mel Wesson – Programmation musicale
- Paul Anthony Taylor – Programmation musicale
- Wil Malone – Chef d'orchestre, arrangements des cordes
- Gareth Ashton – Ingénieur son
- Lorraine Francis – Assistant ingénieur son
- Jan Kybert – Assistant ingénieur son
- Brian Cannon – Directeur artistique, graphiste
- Martin Catherall – Assistant design
- Matthew Sankey – Assistant design
- Michael Spencer Jones – Photographe
- John Horsley – Photographe
- Chris Floyd – Photographe